# گردن‌بند (مجموعه تلویزیونی)
گردن‌بند یک مجموعه تلویزیونی محصول سال ۱۳۷۶ به کارگردانی سیدهاشم میر طالبی،  می‌باشد که در رمضان ۱۳۷۶ از شبکه سه پخش شد.

## بازیگران
- افسانه ناصری
- جلیل فرجاد
- اسماعیل بختیاری
- اکبر دودکار
- اکبر وارث
- پریسا پورشفیع
- جعفر بزرگی
- حسین میرآقایی
- حمید طالقانی
- رویا خلیلی
- فاطمه محمدی
- فرج مولایی
- کاوه آهنگر
- کیومرث ملک‌مطیعی
- محسن شرافتی
- محمدتقی شریفی
- محمدرضا داوودنژاد
- ملکه رنجبر